# 경단 3형제
경단 3형제(일본어: だんご3兄弟 당고 3형제[*])는 일본의 동요이다. NHK 교육 TV의《엄마와 함께》에서 1999년 1월에 발표되었다.

## 기록
- 가요제 대상
  - 일본 레코드 협회 3밀리언 달성
  - 제41회 일본 레코드 대상 특별상
  - 제14회 일본 골드 디스크 대상 (송 오브 더 이어)
- 차트 최고 순위
  - 일본 오리콘 차트 3주 연속 주간 1위
  - 1999년 오리콘 랭킹 3월기준 월간 1위
  - 1999년도 오리콘 순위 연간 1위
  - 오리콘 차트 역대 싱글 랭킹 5위
  - 플래닛 3주 연속 1위
  - CDTV 4주 연속 1위